# Shèkem
Shèkem est un fils de Manassé. Ses descendants s'appellent les Shikemites.

## La famille de Shèkem
Les frères de Shèkem s'appellent Abiézer ou Iézer, Héleq, Asrïel, Shemida et Hépher.

## La famille des Shikemites
La famille des Shikemites dont l'ancêtre est Shèkem sort du pays d'Égypte avec Moïse,.